# Krasovskiy (cráter)

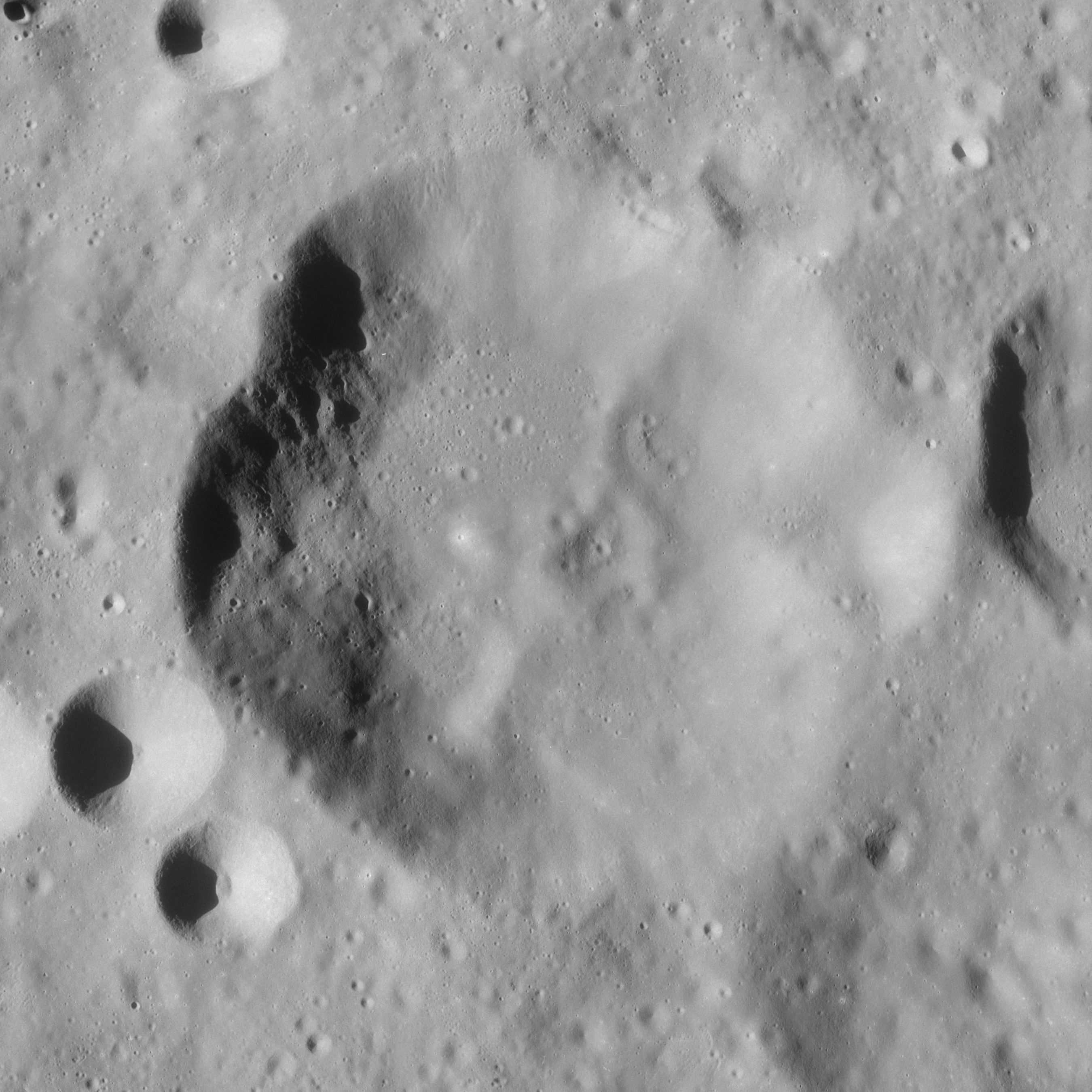
Fotografía de la misión Apolo 11

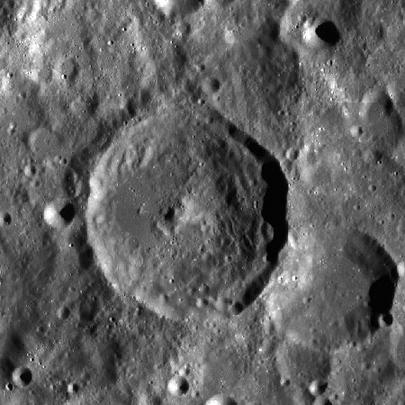
Fotografía de la misión Lunar Reconnaissance Orbiter

Krasovsky es un cráter de impacto situado en la cara oculta de la Luna, unos tres diámetros hacia el norte-noroeste del cráter Daedalus. Aparece relativamente aislado de otros cráteres, siendo comparable con Tiselius, que se halla  hacia el oeste-noroeste.
|  |

El borde de este cráter aparece relativamente bien definido, y no ha sufrido una erosión significativa por impactos posteriores. Dentro del suelo interior contiene un pico central que está desplazado ligeramente hacia el oeste del punto medio. No se localizan cráteres notables en el borde o en el interior.
Una de las débiles líneas del sistema de marcas radiales perteneciente al cráter Jackson pasa a menos de la mitad de un diámetro del cráter al oeste de Krasovsky, procedente de la dirección norte-noreste.

## Cráteres satélite
Por convención estos elementos son identificados en los mapas lunares poniendo la letra en el lado del punto medio del cráter que está más cerca Krasovskiy.
|            | \| Krasovskiy \| Coordenadas \| Diámetro \| \| ---------- \| ------------------------------ \| -------- \| \| C \| 6°06′N 173°36′O / 6.1, -173.6 \| 23 km \| \| F \| 3°42′N 172°30′O / 3.7, -172.5 \| 15 km \| \| H \| 2°42′N 171°24′O / 2.7, -171.4 \| 46 km \| \| J \| 3°12′N 174°06′O / 3.2, -174.1 \| 32 km \| \| L \| 0°24′S 174°48′O / -0.4, -174.8 \| 58 km \| \| N \| 1°00′N 176°00′O / 1.0, -176.0 \| 22 km \| \| P \| 0°48′N 177°18′O / 0.8, -177.3 \| 41 km \| \| T \| 3°36′N 177°06′O / 3.6, -177.1 \| 100 km \| \| Z \| 5°54′N 175°36′O / 5.9, -175.6 \| 15 km \| |          |
| Krasovskiy | Coordenadas | Diámetro |
| C          | 6°06′N 173°36′O / 6.1, -173.6 | 23 km    |
| F          | 3°42′N 172°30′O / 3.7, -172.5 | 15 km    |
| H          | 2°42′N 171°24′O / 2.7, -171.4 | 46 km    |
| J          | 3°12′N 174°06′O / 3.2, -174.1 | 32 km    |
| L          | 0°24′S 174°48′O / -0.4, -174.8 | 58 km    |
| N          | 1°00′N 176°00′O / 1.0, -176.0 | 22 km    |
| P          | 0°48′N 177°18′O / 0.8, -177.3 | 41 km    |
| T          | 3°36′N 177°06′O / 3.6, -177.1 | 100 km   |
| Z          | 5°54′N 175°36′O / 5.9, -175.6 | 15 km    |

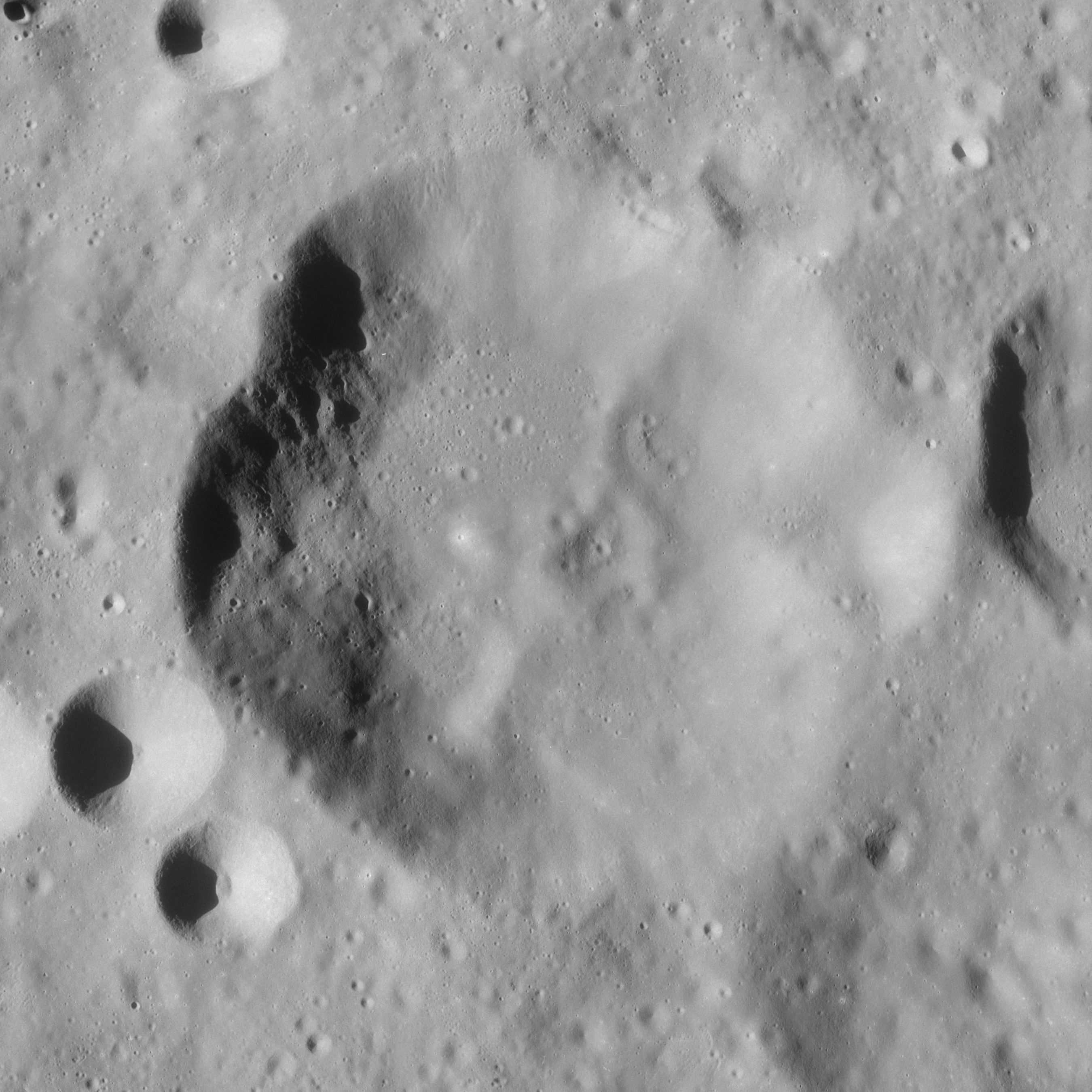
Krasovskiy P (derecha del centro) desde el Apolo 11